# Eugene Buechel
Eugene Buechel, geboren als Eugen Büchel (* 20. Oktober 1874 in Schleida, Thüringen; † 27. Oktober 1954 in O’Neill, Nebraska, USA), war ein deutscher Jesuit, Missionar, Sprachforscher und Ethnologe unter den Lakota–Sioux in South Dakota.

## Leben
Eugen Büchel war das zehnte und letzte Kind seiner Eltern, wobei schon vier frühere Kinder des Ehepaares gestorben waren, als er geboren wurde. Während er die Volksschule besuchte (1881 bis 1886) starben sein Vater (1881, ein Landwirt) sowie seine Mutter (1882). Daraufhin schickte man ihn in das Bischöfliche Konvikt (Knabenseminar) in Fulda (1886 bis 1896), und danach studierte er drei Semester lang im Bischöflichen Priesterseminar (1896 bis 1897). Am 12. Oktober 1897 trat er in das Noviziat der deutschen Provinz des Jesuitenordens in 
Blijenbeek (Niederlande) ein. Nach dieser zweijährigen Erprobungszeit und weiteren humanistischen Studien in Exaeten (Niederlande) wurde er im Juli 1900 zur Fortsetzung seiner Studien nach Amerika geschickt. Der Jesuitenorden war, wie viele andere katholische Ordensgemeinschaften, im Kulturkampf aus dem Deutschen Reich vertrieben worden und hatte seinen Verwaltungssitz in den Niederlanden genommen. In den USA hatte die deutsche Jesuitenprovinz mehrere Niederlassungen, vor allem unter deutschen Einwanderern.
Von August 1900 bis Mai 1902 studierte Eugen Büchel Philosophie an der Ordenshochschule Sacred Heart College in Prairie du Chien (Wisconsin). Im Mai 1902 sandten ihn seine Oberen in die St. Francis Mission in der Rosebud Reservation der Sicangu-(Brulé-)Lakotas in South Dakota. Diese Mission und die Holy Rosary Mission unter den Oglala-Lakotas in der benachbarten Pine-Ridge-Reservat waren 1886 und 1888 von Jesuiten der deutschen Provinz gegründet worden; zusammen mit deutschen Franziskanerinnen betrieben sie dort Missionsschulen und -gemeinden. 1902 bis 1904 arbeitete Büchel als Präfekt sowie als Religions- und Musiklehrer und erlernte die Sprache der Lakota. Im September 1904 begann er das Theologie-Studium an der Saint Louis University in Missouri, wo er am 28. Juni 1906 die Priesterweihe erhielt. Ein letztes Ausbildungsjahr schloss sich in Brooklyn (Ohio) an. Danach, im August 1907, kehrte Büchel zu den Lakotas zurück, zunächst als Lehrer in der Schule der Holy Rosary Mission in Pine-Ridge-Reservat und ab 1908 als Superior dieser Mission. Dieses Amt behielt er acht Jahre lang.
Am 11. Dezember 1909 beerdigte Pater Superior Büchel den Oglala-Chief Red Cloud auf dem Friedhof von Holy Rosary. Red Cloud hatte sich über dreißig Jahre zuvor nachdrücklich für die Errichtung einer katholischen Schule für die Oglalas eingesetzt. Am 25. September 1914 erhielt Büchel als Eugene Buechel die amerikanische Staatsbürgerschaft.
Im Oktober 1916 wechselte Buechel nach St. Francis, wieder für sechs Jahre als Superior. 1926 bis 1929 wurde er wieder als Missionar in die Gemeinde Holy Rosary geschickt. Dort arbeitete er eng mit indianischen Katecheten (Laienhelfern) zusammen, darunter vor allem mit Nicholas Black Elk („Schwarzer Hirsch“, später bekannt geworden als Autor von „Ich rufe mein Volk“, „Die heilige Pfeife“). Black Elk galt als vorbildlicher und erfolgreichster Katechet der Jesuitenmissionare. 1929 wurde Buechel wieder nach St. Francis zurückversetzt, wo er bis zu seinem Tod blieb. Nach einem Schlaganfall starb er im St. Anthony’s Hospital, in O’Neill (Nebraska) am 27. Oktober 1954.

## Leistungen
Nachdem Büchel schon bei seinem ersten Aufenthalt in St. Francis (1902 bis 1904) Geschichten der Lakotas aufgezeichnet hatte, begann er ungefähr 1910 mit der Sammlung von Gegenständen ihrer materiellen Kultur und legte so den Grundstock für das heutige Buechel Memorial Lakota Museum. 1921 stellte er erstmals seine ethnographische Sammlung im Wohn- und Verwaltungsgebäude der Jesuiten aus. Außerdem legte Wanbli Sapa („Black Eagle“; dt. „Schwarzer Adler“), wie die Lakotas Buechel nannten, eine Sammlung über Pflanzennamen und ihre Verwendung bei den Sicangus an. Er begann die Bewohner und das Leben auf den Reservationen zu fotografieren und Wörter für ein Wörterbuch der Lakota-Sprache zu sammeln und zu katalogisieren – ein Werk, das er bis zu seinem Lebensende fortsetzte.
1924 erschien Buechels erstes bedeutenderes Buch in Lakota, nach dem Vorbild der deutschen Biblischen Geschichte (einer Auswahl von Erzählungen aus der Bibel). 1927 brachten die Jesuitenmissionare ein Gebet- und Gesangbuch in Lakota unter maßgeblicher Mitwirkung Buechels heraus (Sursum Corda). 1939 veröffentlichte Buechel sein Hauptwerk, die Grammatik der Teton-Sioux. Er war inzwischen ein anerkannter Sprachforscher, der mit anderen Fachleuten wie Franz Boas und Ella C. Deloria in fachlichem Austausch stand.
Zu Buechels 50-jährigem Ordensjubiläum (1947) erbaute der Jesuitenbruder Joseph Schwart (geb. in Österreich als Josef Schwärzler) ein eigenes Gebäude als Museum für Buechels ethnologische Sammlung. Sie umfasste bei seinem Tod 661 Objekte, jedes von ihm versehen mit einer Bezeichnung (meistens in Lakota), Beschreibung und Katalognummer. Diese wuchs in den folgenden Jahrzehnten auf etwa 2.200 Gegenstände. Sein Wörterbuch konnte er nicht mehr selber fertigstellen. Es erschien lange nach seinem Tod gedruckt, ebenso wie andere Werke, die auf seinen Sammlungen aufbauen.
Buechels Werk wird heute von allen, die die Lakota-Sprache pflegen oder erlernen wollen, als eine der wichtigsten Quellen anerkannt und benutzt. Vielen Lakotas ist er in Erinnerung als ein Mensch, der ihre persönliche Würde achtete und ihre Kultur wertschätzte. Bei den Jesuiten wird er heute zunehmend wahrgenommen als ein Seelsorger, der mit dieser Haltung den Lakotas gegenüber seiner Zeit weit voraus war.

## Werke
- Wowapi wakan wicowoyake yuptecelapi kin. Bible history in the language of the Teton Sioux Indians. Benziger, New York, 1924.
- Sursum Corda. Lakota Wocekiye na Olowan Wowapi. Sioux Indian Prayer and Hymn Book. Central Bureau of the Catholic Central Verein of America, St. Louis, Missouri, 1927.
- A Grammar of Lakota: The Language of the Teton Sioux Indians. John S. Swift, St. Louis, Missouri, 1939.
- Lakota-English Dictionary. ed. by Paul Manhart, S.J., 1. Aufl.: Pine Ridge (SD): Holy Rosary Mission, 1970, 2. Aufl.: University of Nebraska Press, Lincoln and London, Nebraska, 2002.
- Eugene Buechel, S. J.: Rosebud and Pine Ridge Photographs, 1922-1942. Grossmont College Development Foundation, El Cajon, California, 1974.
- John A. Anderson, Eugene Buechel, S.J., Don Doll, S.J.: Crying for a Vision. A Rosebud Sioux Trilogy 1886-1976. Morgan & Morgan, Dobbs Ferry, New York, 1976.
- Lakota Tales and Texts. Red Cloud Indian School, Pine Ridge, South Dakota, 1978.
- Lakota Tales and Texts In Translation. 2 vols., transl. by Paul Manhart, S.J. Tipi Press, Chamberlain, South Dakota, 1998.
- D. J. Rogers: Lakota Names and Traditional Uses of Native Plants by Sicangu (Brulé) People in the Rosebud Area, South Dakota: A Study Based on Father Eugene Buechel‘s Collection of Plants of Rosebud Around 1920. Rosebud Educational Society, St. Francis, South Dakota, 1980.